# Hunsko Carstvo
Hunsko Carstvo je bila nomadska država koju su uspostavili Huni 370. godine nakon što su razbili pleme Alana. Središnji dio hunske države bio je u Panonskoj nizini, a u nj su ulazila područja središnje Europe, baltičkog priobalja, Karpata, donjodunavskih nizina i istočnoeuropskih šuma i stepa sve do Kavkaza i Vrata naroda između Kaspijskog jezera i Urala. Graničilo je sa Zapadnim Rimskim Carstvom na zapadu i jugozapadu te Istočnim Rimskim Carstvom na jugoistoku. Država se počela raspadati nakon smrti njihovog vođe Atile. Nakon njega državom u raspadu je vladao njegov sin Dengizik.